# Manuel Sapunga
Manuel Sapunga Mbara (ur. 22 stycznia 1992 w Mongomo) – piłkarz z Gwinei Równikowej grający na pozycji bramkarza. Od 2022 jest zawodnikiem klubu Polokwane City FC.

## Kariera klubowa
Swoją karierę piłkarską Sapunga rozpoczął w klubie Leones Vegetarianos FC, w którym w 2011 roku zadebiutował w pierwszej lidze Gwinei Równikowej. W 2014 roku grał w Sony Ela i został z nim mistrzem kraju. W latach 2015–2016 występował w Deportivo Mongomo, a w latach 2017–2018 ponownie w Leones Vegetarianos. W sezonach 2017 i 2018 wywalczył z nim dwa tytuły mistrza Gwinei Równikowej. W 2019 przeszedł do Futuro Kings FC. W sezonie 2021/2022 został z nim wicemistrzem kraju. W 2022 został zawodnikiem Polokwane City FC.

## Kariera reprezentacyjna
W reprezentacji Gwinei Równikowej Sapunga zadebiutował 12 stycznia 2022 w przegranym 0:1 meczu Pucharu Narodów Afryki 2021 z Wybrzeżem Kości Słoniowej, rozegranym w Duali. Był to jego jedyny rozegrany mecz na tym turnieju.